# Технический регламент о требованиях пожарной безопасности
Федеральный закон от 22 июля 2008 года № 123-ФЗ «Технический регламент о требованиях пожарной безопасности» определяет основные положения технического регулирования в области пожарной безопасности и общие принципы обеспечения пожарной безопасности.
Цель этого технического регламента — защита жизни, здоровья, имущества граждан и юридических лиц, государственного и муниципального имущества от пожаров.
Определяет основные положения технического регулирования в области пожарной безопасности в Российской Федерации.
Устанавливает общие требования пожарной безопасности к объектам защиты (продукции), в том числе к зданиям и сооружениям, промышленным объектам, пожарно-технической продукции и продукции общего назначения.

## Содержание закона
Регламент определяет общие принципы обеспечения пожарной безопасности; вводит системы классификации; терминологию в области пожарной безопасности.

Регламент устанавливает конкретные требования пожарной безопасности:
- при проектировании, строительстве и эксплуатации поселений и городских округов;
- при проектировании, строительстве и эксплуатации зданий и сооружений;
- к производственным объектам;
- к пожарной технике;
- к продукции общего назначения.

В регламенте определён и порядок оценки соответствия объектов защиты (продукции) требованиям пожарной безопасности.
В приложениях к документу собран значительный объём справочного материала, необходимого при применении технического регламента.

## Декларирование пожарной безопасности объектов защиты
Введение настоящего закона имеет значительные административно-технические последствия для собственников объектов защиты — зданий и сооружений. Регламентом впервые введён новый принцип обеспечения пожарной безопасности в РФ — декларирование пожарной безопасности. Этим подходом основной объём ответственности в рамках обеспечения пожарной безопасности на объектах защиты перенесён на их собственников. Собственники должны самостоятельно определить, какие нормативные требования необходимо выполнить на конкретном объекте для обеспечения его пожарной безопасности. Для этого установлена специальная форма — Декларация пожарной безопасности.
Декларация пожарной безопасности — форма оценки соответствия, содержащая информацию о мерах пожарной безопасности, направленных на обеспечение на объекте защиты нормативного значения пожарного риска.
Декларация пожарной безопасности может быть составлена собственниками объектов защиты самостоятельно или с привлечением специализированной организации. Деятельность по разработке деклараций не лицензируется.
Декларация выдаётся после проведения экспертизы продукции, в процессе которой определяются следующие показатели:
- воспламеняемость;
- класс огнестойкости и горючести;
- дымообразующая способность;
- скорость распространения огня по поверхности;
- выделение токсичных веществ при горении;
- иные показатели, предусмотренные для отдельных товаров.

При выявлении в процессе испытаний существенных недостатков, заявителю будет отказано в регистрации декларации. В то же время при условии устранения данных недостатков, законодательством предусмотрен вариант повторного проведения оценки пожарной безопасности продукции.
Декларация пожарной безопасности составляется в отношении практически всех объектов капитального строительства:
- любых производственных объектов;
- офисов, торговых центров;
- зданий детских учреждений, учреждений здравоохранения;
- объектов общественного питания, помещений предприятий бытового обслуживания;
- спортивных сооружений и т. д.

Декларация пожарной безопасности должна быть предоставлена до ввода объекта защиты в эксплуатацию. А для объектов защиты, эксплуатирующихся на день вступления «Технического регламента» в силу, — до 1 мая 2010 г.